# Monte Sião
Monte Sião is een gemeente in de Braziliaanse deelstaat Minas Gerais. De gemeente telt 20.135 inwoners (schatting 2009).

## Aangrenzende gemeenten
De gemeente grenst aan Bueno Brandão, Jacutinga, Ouro Fino, Águas de Lindóia (SP), Itapira (SP) en Socorro (SP).

## Geboren in Monte Sião
- José Oscar Bernardi (1954), voetballer